# 屋島丸台風
屋島丸台風（やしままるたいふう）は、1933年（昭和8年）10月20日に日本に上陸し、主に西日本に被害をもたらした台風である。定期客船「屋島丸」が暴風と大波により沈没したため「屋島丸台風」という通称で呼ばれる。

## 概要
10月11日にヤップ島の南で発生。当時は熱帯低気圧と台風の区別が明確でなく、台風の定義も曖昧であったため、いつ台風に昇格したかは不明。次第に発達しながら北西に進み、19日朝には石垣島に接近、島は台風の目に入った。当時の石垣島測候所長の岩崎卓爾は、その際の観測値の変化、天候の推移、生物の動向を詳しく報告している。
石垣島を通過した頃から台風は進路を北東に変え、速度を上げて20日早朝に鹿児島県に上陸、四国を通って瀬戸内海に出た後、正午ごろ兵庫県相生市付近に上陸し、中国地方東部を通って日本海に入り、21日昼には青森県を経て太平洋に抜けた。

## 観測記録

### 最低気圧
石垣島：953.3hPa
鹿児島：970.1 hPa
徳島：983.4 hPa
青森：986.7 hPa

### 最大風速
石垣島：32.8 m/s
鹿児島：19.1 m/s
徳島：17.3 m/s
青森：18.4 m/s

## 被害
別府一阪神間の定期客船「屋島丸(946t)」は、20日朝に高松港から神戸港に向け出港した。屋島丸は正午過ぎに大阪湾に入ったが、台風が船の西側を通過して、いわゆる「危険半円」に入ったために風と波が強まり浸水、午後1時5分頃、神戸市須磨沖で沈没した。
乗客41人、船員26人死亡、乗客2人行方不明。
台風は、本土に上陸した後は急速に衰えたため、屋島丸の遭難が目立つほかは、被害は比較的軽微であった。
- 死者：110人
- 行方不明：16人
- 負傷：9人
- 全壊家屋：899戸
- 半壊家屋：685戸
- 流失家屋：16戸

（以上の数字は、財団法人日本気象協会　『1940～1970　台風経路図30年集』(1973年)による）